# Macsali Gyula
Macsali Gyula (Budapest, 1932. augusztus 21. – 2017. március 7. előtt) labdarúgó, fedezet.

## Pályafutása
1953-ban a Szegedi Honvéd labdarúgója volt. 1953. március 15-én mutatkozott be az élvonalban a Bp. Postás ellen, ahol 0–0-s döntetlen született. Az 1954-es idényben a Bp. Honvéd játékosa volt. Négy mérkőzésen lépett pályára és egy gólt szerzett. Ezzel tagja volt a bajnokcsapatnak. 1955 és 1961 között a Tatabányai Bányász csapatában szerepelt. Az élvonalban 67 bajnoki mérkőzésen egy gólt szerzett.

## Sikerei, díjai
- Magyar bajnokság
  - bajnok: 1954